# Fliegende Blätter
Fliegende Blätter (en français, Les Feuilles volantes) est un journal hebdomadaire satirique allemand paru de 1845 à 1944.

## Histoire
Kaspar Braun s'associe avec un éditeur, Friedrich Schreiber, pour fonder la maison d'édition Verlag Braun & Schneider (de) qui sortira un journal abondamment illustré. Kaspar Braun est chargé des illustrations tandis que Friedrich Schneider s'occupe des textes. À côté des caricatures, des poèmes et des nouvelles d'auteurs comme Adolf Kussmaul sont publiés. Un numéro (longtemps sans date mentionnée) comprend huit pages et est édité chaque semaine.
Le principal sujet des caricatures de Fliegende Blätter est la bourgeoisie allemande. Les personnages Biedermann und Bummelmaier (nommés d'après le mouvement Biedermeier) deviennent des figures populaires.
Les illustrations dans Fliegende Blätter viennent d'artistes connus comme Ferdinand Barth (de), Wilhelm Busch, Gustav Adolf Closs, Eugen Croissant (de), Josef Nikolaus Geis (de), Hans Kaufmann (de), Eugen Kirchner, Kaspar Kögler (de), Franz Kreuzer (de), Adolf Oberländer (de), Franz von Pocci, Carl Reinhardt, Emil Reinicke, René Reinicke, Carl Spitzweg, Hermann Stockmann (de), Gustav Traub (de), Hermann Vogel...
On y trouve notamment des planches d'illustration et bande-dessinée où les personnages y sont représentés en fil de fer